# ФК Тутин
ФК Тутин је фудбалски клуб из Тутина, Србија, и тренутно се такмичи у Зони Морава, четвртом такмичарском нивоу српског фудбала. Клуб је основан 1938. године.

## Историја[2]
Санџачки посланик, тутински бег, Халко Хамзагић – на служби у Ђаковици, донео је 1938. године Назиму и Хузеиру фудбалску лопту који су позвали комшије и другаре и поче да се пише историјат тутинског фудбала. Једна од највећих фудбалских личности Санџака Хузеир Хамзагић – Хусага, одлучи са својим друговима да оснује фудбалски клуб коме су дали име Јединство и прикључили су га редовном фудбалском такмичењу.
Фудбал је одрадио своје и прикупио целу тутинску омладину. Екипу су сачињавале породице: Ајдиновић,Хамзагић, Фетаховићи, Сташевићи, Милосављевићи, Пантелићи, Пантовићи, Петровићи, Аговићи, Бојовићи, Коце, Нешовићи, Паламари, Клименте, Белоице, Поповићи, Тигањи, Савићи, Наумовићи, Куртагићи, Кардовићи, Ђуловићи, Бакићи и др. Сви омладинци из породица староседелаца били су регистровани играчи и такмичари. Практично, цео Тутин у то време је био ту.
У поратном периоду са великим ентузијазмом Хусага учвршћује позицију фудбалског клуба и преко омладинске организације обезбеди минимум фудбалских потреба. Имао је за сарадника, Микицу Вујовића, са којим је сарађивао у области финансирања.
Највећи успех клуб је остварио у сезони 2016/17 када је заузео прво место у Зони Морава и пласирао се у Српску лигу Запад, трећи такмичарски ниво српског фудбала. У првој сезони у конкуренцији 18 клубова заузели су 13. место.

### Највећи успеси
Јединство (Тутин) – Напредак (Крушевац) – 1953. године 2:1, КУП СФРЈ. Голове за Јединство је постигао Хасан Хамзагић.
Јединство – Нови Пазар 2:1, КУП СФРЈ. Голове за Јединство су постигли Мојсиловић из пенала и М. Аговић.

## Школа фудбала
Фудбалски клуб Тутин има Школу фудбала коју похађа преко сто полазника. У школи фудбала као тренери раде Суад Тигањ,Велибор Зечевић и Амко Хабибовић.

## Новији резултати
| Сезона   | Ранг | Лига                  | Позиција | ИГ  | Д  | Н  | П  | ГД | ГП | ГР  | Бод | Куп                  |
| -------- | ---- | --------------------- | -------- | --- | -- | -- | -- | -- | -- | --- | --- | -------------------- |
| 2004/05. | 4    | Зона Морава           | 10.      | 34  | 13 | 9  | 12 | 46 | 57 | -11 | 48  | Није се квалификовао |
| 2005/06. | 4    | Зона Морава           | 8.       | 34  | 14 | 6  | 14 | 61 | 53 | +8  | 48  | Није се квалификовао |
| 2006/07. | 4    | Зона Морава           | 4.       | 34  | 21 | 2  | 11 | 55 | 37 | +18 | 65  | Није се квалификовао |
| 2007/08. | 4    | Зона Морава           | 15.      | 38  | 15 | 7  | 16 | 53 | 53 | 0   | 52  | Није се квалификовао |
| 2008/09. | 5    | Рашка окружна         | 4.       | 34  | 17 | 7  | 10 | 62 | 38 | +24 | 58  | Није се квалификовао |
| 2009/10. | 5    | Рашка окружна         | 1.       | 34  | 24 | 5  | 5  | 83 | 23 | +60 | 77  | Није се квалификовао |
| 2010/11. | 4    | Зона Морава           | 5.       | 30  | 13 | 8  | 9  | 34 | 30 | +4  | 47  | Није се квалификовао |
| 2011/12. | 4    | Зона Морава           | 5.       | 28  | 11 | 8  | 9  | 28 | 29 | -1  | 41  | Није се квалификовао |
| 2012/13. | 4    | Зона Морава           | 5.       | 30  | 14 | 5  | 11 | 41 | 32 | +9  | 47  | Није се квалификовао |
| 2013/14. | 4    | Зона Морава           | 12.      | 30  | 10 | 6  | 14 | 31 | 39 | -8  | 36  | Није се квалификовао |
| 2014/15. | 4    | Зона Морава           | 2.       | 30  | 20 | 3  | 7  | 62 | 27 | +35 | 63  | Није се квалификовао |
| 2015/16. | 4    | Зона Морава           | 6.       | 28  | 9  | 13 | 6  | 36 | 27 | +9  | 40  | Није се квалификовао |
| 2016/17. | 4    | Зона Морава           | 1.       | 28  | 19 | 4  | 5  | 42 | 20 | +22 | 61  | Није се квалификовао |
| 2017/18. | 3    | Српска лига Запад     | 13.      | 34  | 10 | 10 | 14 | 39 | 47 | -8  | 40  | Није се квалификовао |
| 2018/19. | 3    | Српска лига Запад     | 4.       | 30  | 15 | 8  | 7  | 43 | 21 | +22 | 53  | Није се квалификовао |
| 2019/20. | 3    | Српска лига Запад     | 6.       | 191 | 9  | 4  | 6  | 30 | 20 | +10 | 31  | Није се квалификовао |
| 2020/21. | 3    | Српска лига Запад     | 12.      | 34  | 14 | 6  | 14 | 40 | 44 | -4  | 48  | Није се квалификовао |
| 2021/22. | 4    | Шумадијско-рашка зона | 1.       | 24  | 21 | 1  | 2  | 75 | 19 | +56 | 64  | Није се квалификовао |
| 2022/23. | 3    | Српска лига Запад     | 6.       | 30  | 12 | 5  | 13 | 29 | 37 | -8  | 41  | Није се квалификовао |
| 2023/24. | 3    | Српска лига Запад     | 13.      | 30  | 8  | 9  | 13 | 23 | 40 | -17 | 33  | Није се квалификовао |
| 2024/25. | 4    | Зона Морава           | -        | -   | -  | -  | -  | -  | -  | -   | -   | Није се квалификовао |

- 1  Сезона прекинута након 19 кола због пандемије Корона вируса